# 阿特拉斯鎮區 (密歇根州)
阿特拉斯鎮區（英語：Atlas Township）是位於美國密歇根州傑納西縣的一個行政鎮區。

## 地方資料
阿特拉斯鎮區的面積為93.20平方千米，當中陸地面積為91.60平方千米，而水域面積為1.60平方千米。根據2020年美國人口普查的數據，當地共有人口8352人，而人口密度為每平方千米89.61人。